# Mosspaul Burn
Der Mosspaul Burn ist ein Wasserlauf in Scottish Borders und Dumfries and Galloway. Er entsteht an der Nordseite des Glenreif Rig und fließt in westlicher Richtung, wobei er die Grenze zwischen Scottish Borders im Norden und Dumfries and Galloway im Süden bildet. Beim Erreichen der Nordostseite des Wisp Hill, wendet er sich in südlicher Richtung und fließt mit der A7 road auf seiner westlichen Seite seinem Zusammentreffen mit dem Carewoodrig Burn entgegen.